# Enalcyonium rubicundum
Enalcyonium rubicundum är en kräftdjursart som beskrevs av Olsson 1869. Enalcyonium rubicundum ingår i släktet Enalcyonium, och familjen Lamippidae. Arten är reproducerande i Sverige.